# Nikodem Caro

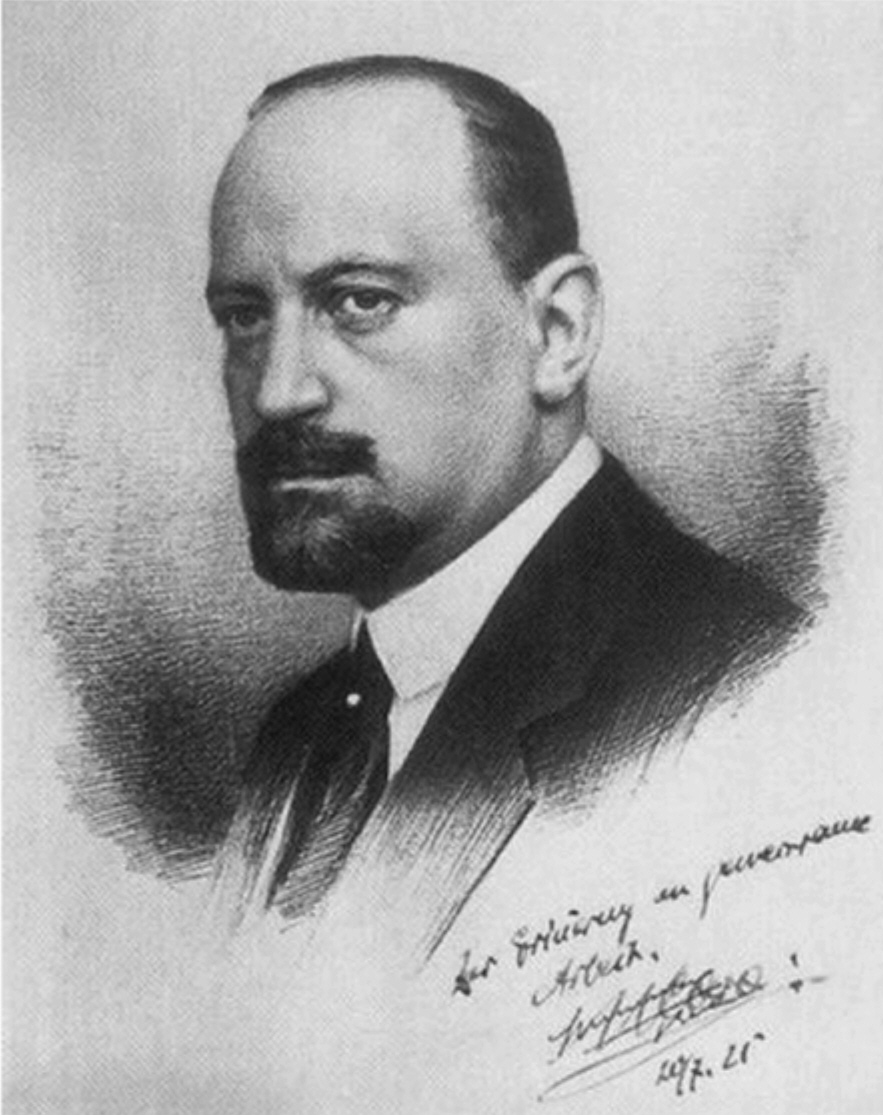
Nikodem Caro

Nikodem Caro (* 23. Mai 1871 in Łódź, Russisch-Polen; † 27. Juni 1935 in Zürich) war ein deutscher Chemiker und Unternehmer. Zusammen mit Adolph Frank entwickelte er ein Verfahren zur großtechnischen Synthese von Calciumcyanamid (Kalkstickstoff) und war Gründer sowie Generaldirektor der Bayerischen Stickstoffwerke.

## Leben
Nikodem Caro stammte aus einer jüdischen Familie mit bekannten Rabbinern unter den Vorfahren, sein Vater war ausgebildeter Rabbiner und arbeitete als Kaufmann in Łódź im damals russischen Teil Polens, wo er auch Vizekonsul des Deutschen Reichs war.
Caro studierte Chemie an der Technischen Hochschule Charlottenburg bei Carl Liebermann und an der Friedrich-Wilhelms-Universität Berlin. Seine Abschlussarbeit schrieb er 1893 bei Liebermann Ueber Oxyaurine und Oxyaurincarbonsäuren. Er wurde von Adolf Pinner an der Friedrich-Wilhelms-Universität Berlin 1895 mit Arbeiten "Ueber die Einwirkung von Hydrazin auf Imidoäther" promoviert. Danach gründete er einen eigenen chemisch-technischen Laborbetrieb in Berlin.
Gemeinsam mit Adolph Frank entwickelte er 1895 das nach ihnen benannte Frank-Caro-Verfahren zur industriellen Herstellung von Kalkstickstoff, als sie an der Herstellung von Cyanverbindungen aus Carbiden forschten. Im selben Jahr erhielten sie ein Patent für die Synthese von Cyaniden. Das führte zunächst 1899 zur Gründung der Cyanidgesellschaft unter Beteiligung von Caro, Adolph Frank, Fritz Rothe, Siemens, der Deutschen Bank und der Degussa.
1901 schlugen Albert Frank und Hermann Freudenberg vor, Calciumcyanamid (Kalkstickstoff) als Düngemittel zu verwenden. Das erste Werk wurde 1905 in Piano d’Orta in Italien errichtet. 1908 erfolgte – nach Trennung von der Degussa – die Gründung der Bayerischen Stickstoffwerke AG (ab 1939 Süddeutsche Kalkstickstoffwerke AG (SKW), noch später SKW Trostberg AG) mit einer Fabrik in Trostberg, deren Generaldirektor Caro ab 1907 war. Finanziert wurde das durch ein Bankenkonsortium unter Leitung der Deutschen Bank. Caro baute in diesem Zusammenhang auch die Wasserkraftwerke im Süden Bayerns aus. Im Ersten Weltkrieg folgte die Gründung großer Kalkstickstoffwerke in Piesteritz (bei Wittenberg) und Königshütte (Oberschlesien). Er entwickelte auch ab 1914 das Ostwaldverfahren der katalytischen Oxidation von Ammoniak in industriellem Maßstab (zusammen mit der Berlin-Anhaltischen Maschinenfabrik, BAMAG). Das Frank-Caro-Verfahren war durch höheren Energieverbrauch eigentlich ungünstiger als das hierzu in Konkurrenz stehende Haber-Bosch-Verfahren, trotzdem gelang es Caro insbesondere durch Ausnutzung der relativ billigen Wasserkraft sein Verfahren konkurrenzfähig zu halten. Wie Fritz Haber, der mit Caro in harter Konkurrenz in der Stickstoffindustrie stand, war er im Ersten Weltkrieg an der Giftgasforschung beteiligt. Er veröffentlichte und forschte auch über die katalytische Oxidation von Ammoniak, die Teilverflüssigung von Wassergas und die Torfvergasung.
Nach Caro wurde 1921 das Wasserkraftwerk III der SKW bei Hirten benannt. Außerdem war er Ehrenbürger von 18 bayerischen Gemeinden, Ehrensenator verschiedener Universitäten, zweifacher Ehrendoktor und Generalkonsul des Königreichs Bulgarien in Berlin. Er erhielt die Ehrentitel Professor und Geheimer Regierungsrat. Er war seit 1925 korrespondierendes Mitglied der Russischen Akademie der Wissenschaften. Er gehörte auch dem Verein Deutscher Ingenieure (VDI) und dem Berliner Bezirksverein des VDI an.
Ein Streit mit dem Montanindustriellen Ignaz Petschek, dem ehemaligen Schwiegervater von Caros Tochter Vera, um Rückzahlung der Mitgift eskalierte 1932 zum langwierigen Caro-Petschek-Prozess. Caro wurde letztlich vom Vorwurf des versuchten Betruges, der Abgabe falscher eidesstattlicher Versicherungen, der Urkundenfälschung und Urkundenvernichtung freigesprochen.
Anfang Januar 1933 verließ Caro Deutschland wegen der Machtergreifung der Nationalsozialisten und hielt sich in den folgenden Jahren in der Schweiz und Italien auf. Wegen einer fortschreitenden schweren Krankheit hielt er sich 1935 zusammen mit seiner Frau Else in Meran auf. Dort verstarb Else am 9. März 1935 und wurde auf dem jüdischen Friedhof beigesetzt. Kurz vor seinem eigenen Tod wurde Caro noch in die Klinik Hirslanden nach Zürich gebracht, wo er am 27. Juni 1935 starb. Er wurde in Meran auf dem jüdischen Friedhof neben seiner Frau Else beerdigt.
Die Carosche Säure ist nach seinem Namensvetter Heinrich Caro benannt. Dieser ist aber nicht näher mit Nikodem Caro verwandt, wenn er auch wie Nikodem Caro seine Abstammung auf die oben erwähnten bekannten Rabbinervorfahren zurückführte. Beide hatten Anteil an den Forschungsergebnissen von Carl Liebermann.

## Porträt
- 1925 Bronzegussmedaille, 118,8 mm; Medailleur: Theodor Georgii[21]